# إلريو فان هيردن
إلريو فان هيردين (بالإنجليزية: Elrio van Heerden)‏، من مواليد 11 يوليو 1983 في بورت إليزابيث في جنوب أفريقيا، لاعب كرة قدم جنوب أفريقي.
بدأ مسيرته الكروية مع نادي كوبنهاغن الدنماركي، ومنذ عام 2006 وهو يلعب مع نادي كلوب بروج البلجيكي.
و هو يلعب مع منتخب جنوب أفريقيا لكرة القدم.

## روابط خارجية
- إلريو فان هيردن على موقع الاتحاد الدولي (مؤرشف)  (الإنجليزية)
- إلريو فان هيردن على موقع اتحاد تركيا (لاعب) (الإنجليزية)
- إلريو فان هيردن على موقع قاعدة بيانات كرة القدم.إي يو (الإنجليزية)
- إلريو فان هيردن على موقع ناشيونال فوتبول تيمز (الإنجليزية)
- إلريو فان هيردن على موقع Soccerbase.com (لاعب) (الإنجليزية)
- إلريو فان هيردن على موقع Soccerway.com (الإنجليزية)
- إلريو فان هيردن على موقع عالم كرة القدم.نت (الإنجليزية)
- إلريو فان هيردن على موقع كووورة